# Anthochaera phrygia
El mielero regente (Anthochaera phrygia) es una especie de ave paseriforme de la familia Meliphagidae 
endémica del sudeste de Australia, actualmente en peligro crítico de extinción. Comúnmente se considera una especie insignia dentro de su área de distribución, con el esfuerzo de que su conservación tenga efectos positivos en muchas otras especies que comparten su hábitat. Investigaciones genéticas recientes sugieren que está estrechamente relacionado con los Anthochaera.

## Taxonomía

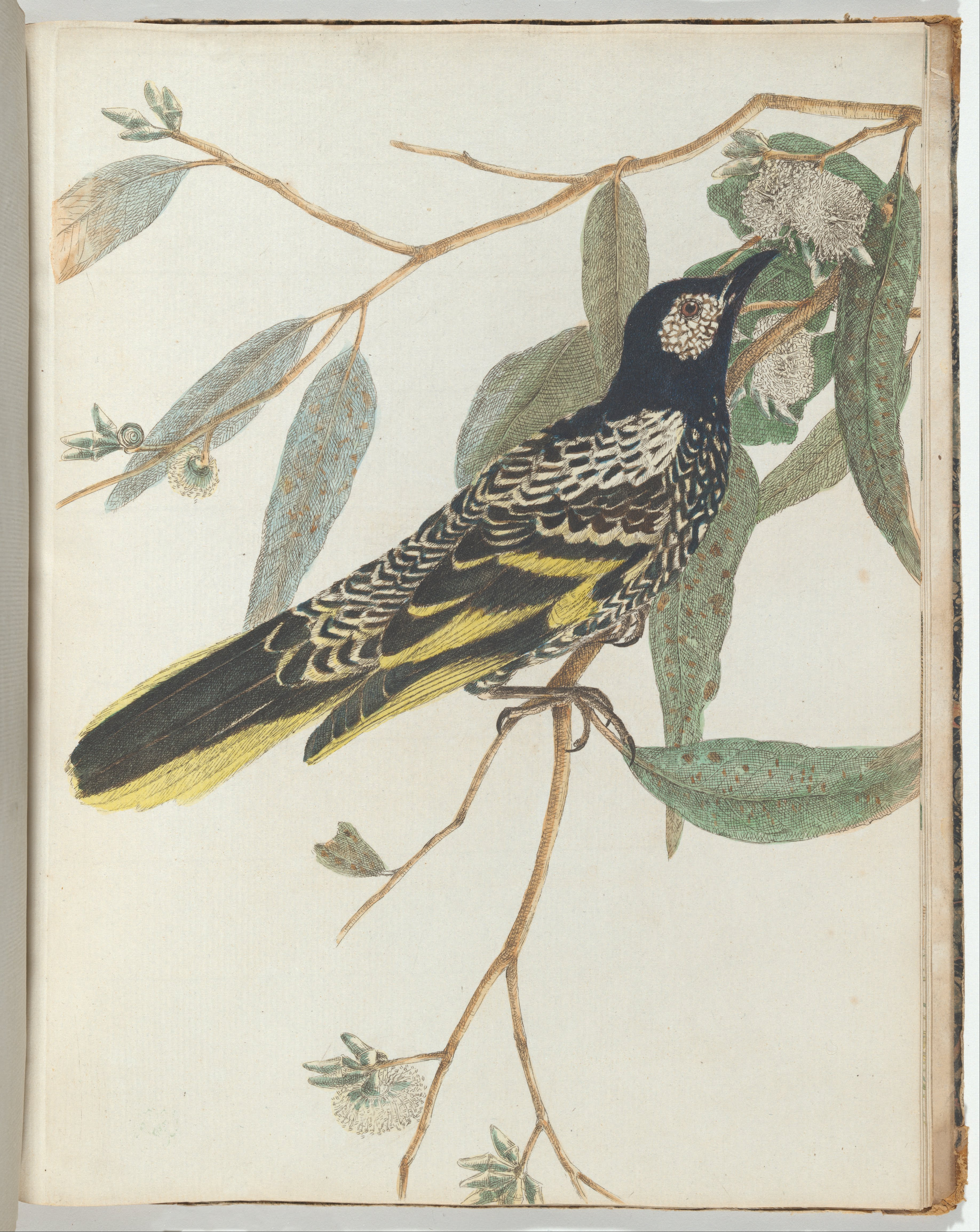
Un mielero ilustrado por John Lewin.

Descrita por primera vez por el naturalista George Shaw en 1794, el mielero regente era conocido como Xanthomyza phrygia por muchos años, este género fue creado por William John Swainson en 1837. Sin embargo, el análisis genético demostró en realidad que sus ancestros estaban emparentados dentro del género Anthochaera, y por lo tanto está descrito correctamente como Anthochaera phrygia. Sin embargo, ha conservado el nombre Xanthomyza como un subgénero.

## Distribución
El mielero regente era común en las zonas boscosas del este de Australia, especialmente a lo largo de las laderas interiores de la Gran Cordillera Divisoria. En un tiempo se pudo encontrar tan al oeste como Adelaida, pero ahora haya ido de Australia del Sur y Victoria occidental. La población está ahora dispersa, con las tres principales esferas de cría es la zona Bundarra-Barraba y Capertee Valle de Nueva Gales del Sur, y el noreste de Victoria.

### Áreas importantes para las aves
BirdLife International ha determinado las siguientes sitios como importantes para mieleros regentes:
Queensland
- Traprock

Nueva Gales del Sur
- Brisbane Water
- Bundarra-Barraba
- Capertee Valley
- Montañas Azules
- Hastings-Macleay
- Hunter Valley
- Lake Macquarie
- Mudgee-Wollar
- Richmond Woodlands
- Tuggerah

Victoria
- Región de Warby-Chiltern Box-Ironbark

## Comportamiento
El mielero regente muestra un comportamiento inusual, especialmente durante el invierno,  ya que los individuos aislados de esta especie son asociados con y posteriormente con frecuencia imitando los llamados de especies Anthochaera y Philemon. 
Aunque muchas aves muestran comportamiento de imitación vocal, no se conocen otras especies de aves que imitan a sus parientes cercanos de esta manera. (Veerman, PA (1992-1994) Australian Bird Watcher.)

## Situación de conservación
El mielero regente está catalogado como en peligro de extinción en la Lista Roja de la UICN y en la Ley de Protección del Medio Ambiente y Conservación de la Biodiversidad de Australia de 1999 y la Ley de Conservación de la Naturaleza de Queensland de 1992. El Plan de Acción para las Aves de Australia 2010 (Action Plan for Australian Birds 2010), compilado por investigadores de la Universidad Charles Darwin y publicado en octubre de 2011 por el CSIRO, agregó al mielero regente a la lista de «peligro crítico», debido a la pérdida de hábitat como la mayor amenaza.